# Бешамел сос
Бешамел сос је сос који се традиционално прави од бутера и брашна у мешавини 1:1 по запремини, и млека.  Бешамел се такође назива besciamella (Италија),  besamel (Грчка),  или бели сос (САД).  Рецепти за француски, италијански и грчки бешамел сос укључују со и мушкатни орашчић као основне зачине.   
Бешамел сос је један од водећих (основних) сосова француске кухиње.

## Порекло
Постоје многе легенде о пореклу бешамел соса. На пример, каже се да је првобитно настао у Тоскани под именом "Salsa Colla" и донет у Француску са Катарином Медичи, али је овај сос био потпуно другачији од модерног бешамел соса. Први рецепт за сос који одговара бешамелу налази се у књизи Le cuisinier françoisс Франсоа Пјера де Ла Варена 1651. године где га је направио са запршком, као у савременим рецептима.  Име сосу је дато у част Луја де Бешамела, финансијера који је у 17. веку био на почасном месту главног управника француског краља Луја XIV.
Први тако названи - бешамел - сос се појављује у The Modern Cook, који је написао Винсент Ла Шапел и који је објављен 1733. године,  у којем се појављује рецепт за „Turbots (a la Bechameille)“.
У Великом народном кувару Спасеније Пате Марковић бешамел се наводи као "бешамел-умак"; постоји рецепт и са печуркама, а користи се уз поховане шницле, свињски каре, уз шницле и макароне, са јагњећим котлетима.

## Примена
Бешамел се може користити такав какав је у јелима као што су лазање ал форно (италијанско)  или мусака (грчко),  или као основа за друге сосове као што је Морнеј, који је бешамел са сиром.  Бешамел се такође користи у грчком јелу пастицио. 